# Lago Schwedt
El lago Schwedt (en alemán: Schwedtsee) es un lago situado al norte de la ciudad de Berlín, en el distrito rural de Alto Havel, en el estado de Brandeburgo (Alemania); tiene un área de 75 hectáreas y una profundidad máxima de 3.5 metros.
Está lago está atravesado por el río Havel, proveniente del lago Baalen y en dirección al lago Stolp.